# فیرچایلد اف‌سی-۲ال
فیرچایلد اف‌سی-۲ال (به انگلیسی: Fairchild_FC-2) یک هواگرد ملخ‌پیشین تک‌موتوره از نوع ترابری غیرنظامی ساخت شرکت فیرچایلد ایرکرفت، Canadian Vickers under license است. هواگرد فیرچایلد اف‌سی-۲ال نخستین پروازش را در ۱۴ ژوئن ۱۹۲۶ میلادی انجام داد. در مجموع، تعداد ۱۸۰ فروند از این هواگرد ساخته شده‌است.
طراح این هواگرد، Alexander Klemin and Norman McQueen بود.